# Feliformia
Feliformia é uma subordem da ordem Carnivora que inclui os gatos, hienas, mangustos e civetas.

## Taxonomia
Subordem Feliformia Kretzoi, 1945
- Família Nandiniidae
- Família Stenoplesictidae †
  - Família Percrocutidae †

Infraordem sem nome ("Aeluroidea")
- Superfamília Feloidea
  - Família Prionodontidae
  - Família Barbourofelidae †
  - Família Felidae (gatos)
- Superfamília Viverroidea
  - Família Viverridae (civeta)
- Superfamília Herpestoidea
  - Família Eupleridae (civetas malgaxes)
  - Família Herpestidae (mangustos)
  - Família Hyaenidae (hienas)

## Filogenia

Timeline of Feliform Evolution

‎